# Thuramminoides
Thuramminoides es un género de foraminífero bentónico de la subfamilia Stegnammininae, de la familia Stegnamminidae, de la superfamilia Psammosphaeridae, del Suborden Saccamminina y del orden Astrorhizida. Su especie tipo es Thuramminoides sphaeroidalis. Su rango cronoestratigráfico abarca el Pennsylvaniense inferior y medio (Carbonífero superior).

## Discusión
Clasificaciones previas incluían Thuramminoides en la subfamilia Psammosphaerinae, de la familia Psammosphaeridae, de la superfamilia Astrorhizoidea, así como en el suborden Textulariina del orden Textulariida.

## Clasificación
Thuramminoides incluye a las siguientes especies:
- Thuramminoides lapilliformis †
- Thuramminoides mirrka †
- Thuramminoides septagonalis †
- Thuramminoides sphaeroidalis †
- Thuramminoides teicherti †